# Aligot del Japó
L'aligot del Japó (Buteo japonicus) és una espècie d'ocell de la família dels accipítrids (Accipitridae), sovint considerat una subespècie de Buteo buteo. Habita l'Àsia oriental, des del Riu Ienissei cap a l'est, a través de Sakhà fins al Mar d'Okhotsk, Mongòlia, sud del Tibet, nord i centre de la Xina, Japó i illes Izu, Daito i Bonin. En hivern arriba fins a Sri Lanka, Malaca i Taiwan. El seu estat de conservació es considera de risc mínim.